# Scytalopus meridanus
Scytalopus meridanus là một loài chim trong họ Rhinocryptidae.